# أرماندو مانسي
أرماندو مانسي (بالكرواتية: Armando Mance)‏ هو لاعب كرة قدم كرواتي في مركز الهجوم، ولد في 27 أكتوبر 1992 في رييكا في كرواتيا. لعب مع نادي بوراتس بانيا لوكا ونادي روجومبيروك ونادي رييكا.

## وصلات خارجية
- أرماندو مانسي على موقع قاعدة بيانات كرة القدم.إي يو (الإنجليزية)
- أرماندو مانسي على موقع Soccerway.com (الإنجليزية)